# Auerodendron
Auerodendron es un género de plantas de a la familia Rhamnaceae. Es originario del Caribe.

## Taxonomía
Auerodendron fue descrito por Ignatz Urban y publicado en Symbolae Antillanae seu Fundamenta Florae Indiae Occidentalis 9: 221, en el año 1924. La especie tipo es: Auerodendron cubense (Britton & N. Wilson) Urb. 

## Especies
- Auerodendron acuminatum (Griseb.) Urb.
- Auerodendron acunae Borhidi & O.Muñiz
- Auerodendron cubense (Britton & N.Wilson) Urb.
- Auerodendron glaucescens Urb.
- Auerodendron jamaicense (Urb.) Urb.
- Auerodendron martii Alain
- Auerodendron northropianum Urb.
- Auerodendron pauciflorum Alain
- Auerodendron reticulatum (Griseb.) Urb. - almendrillo de Cuba[3]
- Auerodendron truncatum Urb.